# دارك كلود
دارك كلود، هي لعبة فيديو يابانية من نوع لعبة فيديو تقمص الأدوار، وهي من تطوير ليفل-5، ونشرها شركة سوني كمبيوتر إنترتنمنت، صدرت اللعبة في الأسواق سنة 2000، وتعمل حصراً لمنصة بلاي ستيشن 2، ذكر أحد مراجعين اللعبة بأن لعبة دَارك كلود تشبه لعبة ذا ليجند أوف زيلدا الشهيرة التي أنتجها شركة نينتندو اليابانية.